# 김익남
김익남(金益南, 1870년 ~ 1937년)은 대한제국의 군인이자 군의관이며 일제 강점기 때의 의사였다. 한국 초기의 양의사들 중의 한명이며 일본에서 의학을 배워 조선에서 의술을 펼친 최초의 근대 의사이다. 본관은 청풍으로 구한말 개화파 정치인 김윤식과 독립운동가 겸 정치인 김규식의 먼 친척이지만 김규식이 5촌 조카라는 것은 사실이 아니다.
1899년 대한제국 의학교에 입학하였고 1902년 대한제국 의학교를 졸업하였다. 이후 대한제국 육군 군의장으로 있다가 한일합방으로 조국이 망하자 망명하였다.
강원대학교 의학전문대학원에서 2010년 3월 김익남 흉상을 최초로 세웠으며, 서울대학교 의과대학은 2018년 4월 5일 목요일 오전 11시 서울의대 융합관 양윤선 홀에서 '한국 최초의 근대의사' 김익남 선생 동상제막식을 개최했다.

## 같이 보기
- 군의학교
- 김지성
- 김규식
- 김관식
- 이태준